# Keurvorstendom Salzburg
Het keurvorstendom Salzburg (Duits: Kurfürstentum Salzburg) ontstond toen het prinsaartsbisdom Salzburg in de Reichsdeputationshauptschluss van 25 februari 1803 werd geseculariseerd.

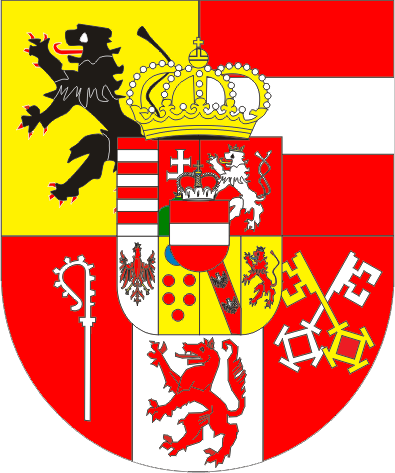
hoofdschild: 1 + 2: Salzburg; 3: Eichstätt; 4: Passau; 5: Berchtesgaden; middenschild: 1: Hongarije; 2: Bohemen; 3: Tirol; 4: Toscane: 5: Lotharingen; 6: Habsburg; hartschild: Oostenrijk

In paragraaf 1 werd het prinsaartsbisdom Salzburg samen met de proosdij Berchtesgaden en het op de andere oever van de Inz en de Ill gelegen deel van het prinsbisdom Passau toegewezen aan de voormalige groothertog van Toscane, Ferdinand III. Daarnaast kreeg de aartshertog-groothertog ook het grootste deel van het geseculariseerde prinsbisdom Eichstätt. In paragraaf 31 werd geregeld dat de aartshertog-groothertog de keurvorstelijke waardigheid ontving. Deze gebieden werden verenigd tot het keurvorstendom Salzburg.
Reeds bij de Vrede van Presburg op 26 december 1805 stond Ferdinand zijn keurvorstendom af.
Volgens artikel 8 vielen de Salzburgse delen van de voormalige bisdommen Eichstätt en Passau aan Beieren.
Volgens artikel 10 vielen het voormalige aartsbisdom Salzburg en de voormalige proosdij Berchtesgaden aan Oostenrijk.
Volgens artikel 11 stond Beieren het voormalige bisdom Würzburg (genoemd vorstendom) af aan de keurvorst van Salzburg. De keurvorstelijke waardigheid wordt verbonden met dit vorstendom als keurvorstendom Würzburg.
In 1849 werd Salzburg een kroonland binnen de Oostenrijkse Monarchie onder de titel hertogdom Salzburg